# Yossi Harel
Yossi Harel (Hebreeuws: יוסי הראל), geboren als Yosef Hamburger, was lid van de Palyam en de Israëlische inlichtingendienst. Hij was de bevelhebber van de Exodus-operatie in 1947.

## Biografie
Yossi Harel werd op 4 januari 1918 geboren als Jeruzalemiet in de zesde generatie. Op vijftienjarige leeftijd werd hij lid van de Hagana, de militaire organisatie van de Jisjoev in het Mandaatgebied Palestina. Harel vocht onder andere onder het commando van Orde Wingate, een Britse majoor-generaal die na de Tweede Wereldoorlog Haganaleden in Palestina trainde.

### Aliyah Bet
Tussen 1945 en 1948 speelde Harel een grote rol in de Aliyah Bet, de clandestiene immigratiegolf naar Palestina. Onder Harels commando werden ongeveer 24.000 immigranten richting Palestina vervoerd, waarvan meer dan een derde het land binnen werd gesmokkeld. De overige immigranten werden door het Britse leger onderschept en naar de interneringskampen in Brits Cyprus en Atlit ondergebracht.
Harel was bevelhebber op vier belangrijke schepen van de Mossad Le'Aliyah Bet, namelijk de Knesset Israel, de Exodus, de Atzma'ut en de Kibbutz Galuyot. De Knesset Israel slaagde met ruim 3000 emigranten naar Palestina te varen, maar werd door de Britten opgewacht en naar Cyprus gebracht. Beroemd is de reis van de Exodus in 1947, waarbij Harel gedwongen werd het schip naar Frankrijk terug te brengen; een gebeurtenis dat breed werd uitgemeten in de media. Eind 1947 voerde Harel het bevel over de Atzma'ut en de Kibbutz Galuyot; twee grote immigrantenschepen met gezamenlijk meer dan 15.000 emigranten aan boord. Onder druk van de Britse autoriteiten adviseerde de Jewish Agency for Israel om de reis af te gelasten, maar Shaul Avigur, de leider van de Mossad Le'Aliyah Bet weigerde dit. Beide schepen werden door de Britten onderschept en naar Cyprus gebracht.

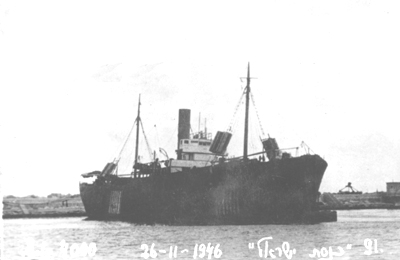
Knesset Israel
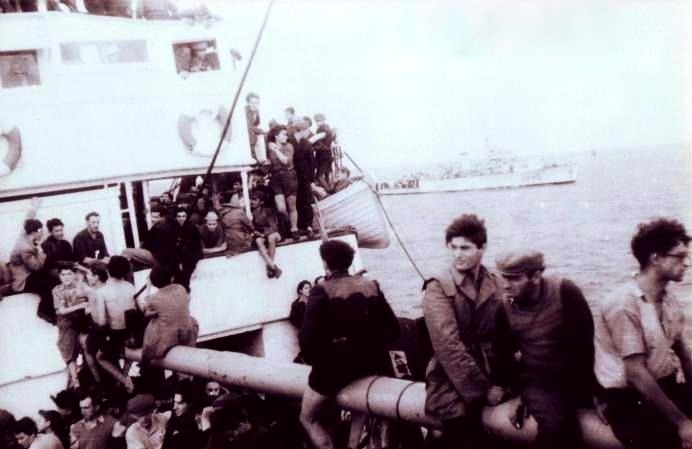
Immigranten op de Knesset Israel, november 1946
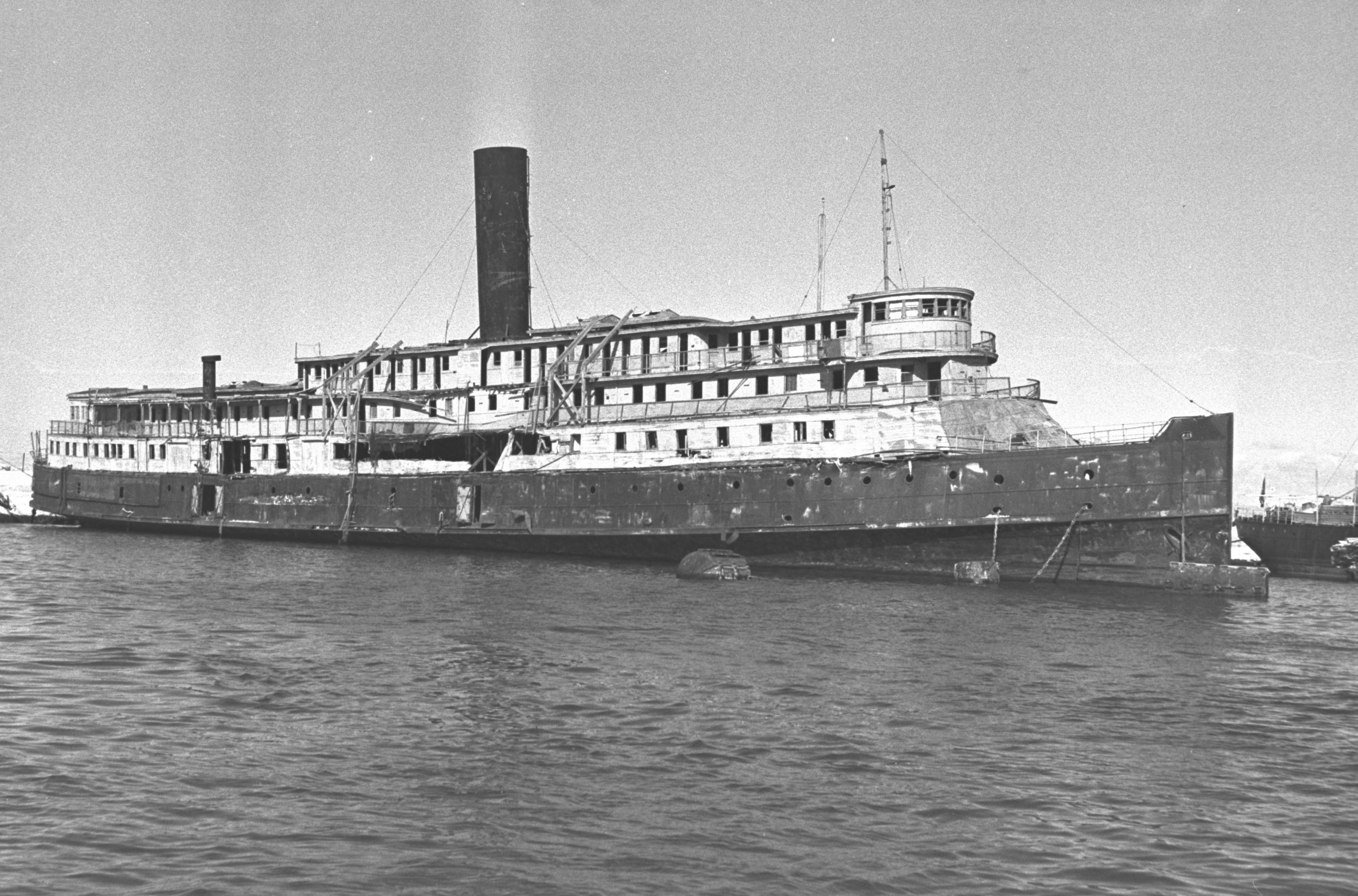
Exodus
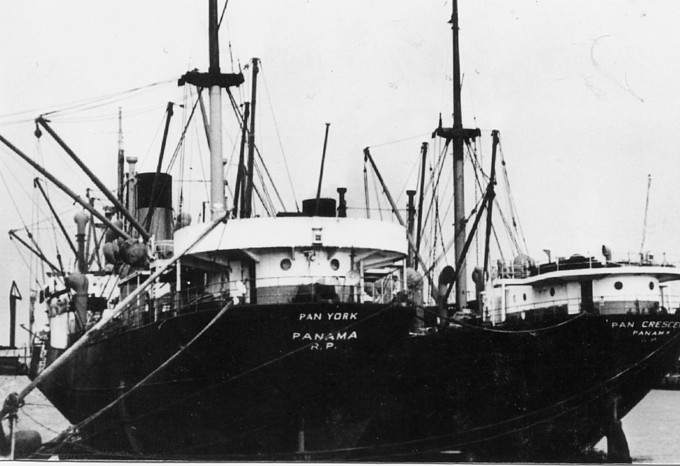
Atzma'ut
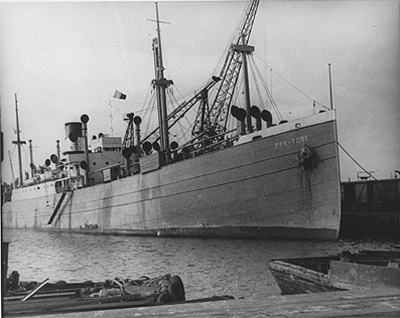
Kibbutz Galuyot

### Na de onafhankelijkheidsverklaring
Na de Israëlische onafhankelijkheidsverklaring werden immigraties naar de nieuwgevormde staat legaal en ging de Hagana op in het Israëlische defensieleger. Harel begon in de Verenigde Staten een studie machinebouw aan de Massachusetts Institute of Technology (MIT). Hij werd in 1954 naar Israël teruggeroepen door Moshe Dayan, die hem vroeg om de Lavonaffaire te onderzoeken, een mislukte geheime operatie van het defensieleger in Egypte. Dayan stelde Harel aan als bevelhebber over Eenheid 131 van de Israëlische inlichtingendienst.
Later verliet Harel het leger en ging hij in zaken. Op 26 april 2008 stierf hij in Tel Aviv aan de gevolgen van een hartaanval. Hij werd begraven in de kibboets Sdot Yam, vlak bij Caesarea. Harel liet drie kinderen na. Zijn dochter Sharon Harel trouwde later met de in Egypte geboren Britse zakenman Sir Ronald Cohen.

## Herdenking
De Amerikaanse schrijver Leon Uris verwerkte elementen van de door Harel geleide Exodus-operatie in de  roman Exodus, dat in 1958 verscheen. Het karakter van de hoofdpersoon, Ari Ben Kanaän, was deels gebaseerd op het leven van Harel en deels op dat van Yehuda Arazi, een agent van de Mossad Le'Aliyah Bet die een beslissende rol speelde in de La Spezia-affaire in 1947.
De Italiaanse havenplaats La Spezia waar de La Spezia-affaire plaatsvond kende Harel in 2007 de Exodus-prijs toe, een onderscheiding voor personen die een grote verdienste hebben geleverd aan interculturele solidariteit.
De Israëlische schrijver Yoram Kaniuk publiceerde in 1999 een biografie over Yossi Harel, in het Engels uitgebracht onder de titel Exodus: The Odyssey of a Commander. Het boek verscheen in meerdere vertalingen.